# Capilla de Los Perales
La Capilla de Los Perales es un templo católico ubicado en el sector rural del mismo nombre, en la comuna de Quilpué, Región de Valparaíso, Chile. Inaugurada en el año 1900 como parte de la casa de formación de la Congregación de los Sagrados Corazones, fue declarada Monumento Nacional de Chile, en la categoría de Monumento Histórico, mediante el Decreto Exento n.º 3841, del 22 de diciembre de 2008.

## Historia
La Congregación de los Sagrados Corazones llegó al Fundo Los Perales en el año 1859, y en 1890 se transformó en su casa de formación, labor que combinaban con el trabajo agrícola y la producción de vinos. En 1900, en un sector aledaño al convento, concluyó la construcción de la capilla, cuyas obras fueron dirigidas por el sacerdote Sebastián Solery, y que fue inaugurada el 18 de septiembre de ese mismo año con presencia del presidente Federico Errázuriz Echaurren.
En 1965 un terremoto destruyó por completo el convento, y dejó con graves daños estructurales a la capilla, por lo que se forzó a su cierre. El terremoto de 2010 agudizó su deterioro, por lo que en 2012 comenzó un proyecto de reconstrucción que reforzó la estructura con hormigón, se rescataron murales en el techo y se reconstruyeron varios vitrales.

## Descripción
Construida a base de ladrillos, vigas de roble y piedra caliza, presenta una nave central con 18 columnas y arcos de medio punto, y con un gran mural en su techo, realizado por el artista italiano Pablo Gennai.